# Eumerus kazanovzkyae
Eumerus kazanovzkyae är en tvåvingeart som beskrevs av Paramonov 1927. Eumerus kazanovzkyae ingår i släktet månblomflugor, och familjen blomflugor.
Artens utbredningsområde är Armenien. Inga underarter finns listade i Catalogue of Life.